# Cylindrachetidae
Cylindrachetidae är en familj av insekter. Cylindrachetidae ingår i överfamiljen Tridactyloidea, ordningen hopprätvingar, klassen egentliga insekter, fylumet leddjur och riket djur. Enligt Catalogue of Life omfattar familjen Cylindrachetidae 16 arter. 
Kladogram enligt Catalogue of Life:
| Cylindrachetidae | \| \| Cylindracheta \| \| \| \| \| \| Cylindraustralia \| \| \| \| \| \| Cylindroryctes \| \| \| \| |
|                  | \| \| Cylindracheta \| \| \| \| \| \| Cylindraustralia \| \| \| \| \| \| Cylindroryctes \| \| \| \| |
|                  | Ripipterygidae                                                                                      |
|                  | |
|                  | Tridactylidae                                                                                       |
|                  | |
|                  | Cylindracheta                                                                                       |
|                  | |
|                  | Cylindraustralia                                                                                    |
|                  | |
|                  | Cylindroryctes                                                                                      |
|                  | |

|  | Cylindracheta    |
|  |                  |
|  | Cylindraustralia |
|  |                  |
|  | Cylindroryctes   |
|  |                  |